# Joodse humor
Joodse humor is de lange traditie van humor in het jodendom die teruggaat op de Torah en Midrash van het oude Midden-Oosten, maar duidt in het algemeen op de meer recente stroom van woordelijke en vaak anekdotische humor van Asjkenazische Joden met zijn wortels in de Verenigde Staten over laatste honderd jaar. In Nederland was Max Tailleur in de tweede helft van de 20e eeuw een exponent van dit genre humor.
Hoewel Joodse humor zeer divers is, wordt er veel gebruik gemaakt van woordspelingen, ironie en satire. Ook is de humor vaak antiautoritair van aard en wordt de spot gedreven met zowel het religieuze als seculiere leven. Sigmund Freud zag Joodse humor als uniek doordat het voornamelijk spot met leden van de eigen groep (de joden) en niet de 'ander'.
Men kan Joodse humor onderscheiden in enkele soorten:
- religieuze humor
- Oost-Europees Joodse humor
- humor over antisemitisme
- Amerikaans Joodse humor
- Joodse humor in de Sovjet-Unie
- Israëlisch Joodse humor